# Joan Salvador Abrines
Joan Salvador Abrines (Mallorca ? - Palma 2 de gener de 1594), fou un canonge inquisidor del regne.
Es va graduar en teologia a la Universitat de València, on fou capellà de l'arquebisbe local Tomás de Villanueva. Posteriorment va retornar a Mallorca el 1555, on es va dedicar a l'ensenyament de les Sagrades Escriptures. Fou director espiritual de Catalina Tomàs i Gallard, després santa. Es va vincular a la Inquisició o Sant Ofici a partir del 1565 i 28 anys després fou nomenat Inquisidor titular.
Va deixar escrita una obra sobre la vida de la Venerable Sor Catalina Tomàs i Gallard, en llengua castellana. Va morir a Palma el dia 2 de gener de 1594.